# Марчелло Семераро
Марчелло Семераро (нар. 22 грудня 1947, Монтероні-ді-Лечче) — італійський римо-католицький кардинал і архієпископ ad personam, доктор богословських наук; з 15 жовтня 2020 року — префект Конгрегації у справах святих.

## Життєпис
Народився 22 грудня 1947 в Монтероні-ді-Лечче в регіоні Апулія. Священничу формацію отримав у семінарії в Лечче та Регіональній семінарії в Мольфетті, отримав ліценціят і докторат з богослов'я в Папському Латеранському університеті в Римі. Висвячений на священника 8 вересня 1971 року.
Після свячень був проректором архідієцезальної семінарії в Лечче, а потім в Регіональній семнарії в Мольфетті. Єпархіальний єпископський вікарій у справах мирян і дієцезального синоду в Лечче, а також професором у різних богословських інститутах і факультетах.

## Єпископ
25 липня 1998 року Папа Іван Павло II призначив о. Марчелло Семераро єпископом дієцезії Орія. Єпископську хіротонію отримав 29 вересня 1998 року в катедрі Внебовзяття Пресвятої Діви Марії в Лечче з рук Космо Франческо Руппі, архієпископа митрополита Лечче, а 10 жовтня 1998 року інтронізований в катедрі Внебовзяття Пресвятої Богородиці в Орія.
1 жовтня 2004 року Папа Іван Павло II переніс його на уряд єпископа дієцезії Альбано. Введеення до катедри відбулося 27 листопада 2004 року.
13 квітня 2013 року Папа Франциск іменував його секретарем Ради Кардиналів, а 4 листопада 2013 року — апостольським адміністратором архимандрії святого Ніла в Гроттаферраті.
15 жовтня 2020 року Папа Франциск призначив єпископа Марчелло Семераро префектом Конгрегації в справах святих.
Інші служіння в Риміській Курії:
- Радник Конгрегації Східних Церков
- Член Дикастерії в справах комунікацій

## Кардинал
25 жовтня 2020 року під час молитви Ангел Господній Папа Франциск оголосив про іменування архієпископа Марчелло Семераро кардиналом. На консисторії 28 листопада 2020 року був проголошений кардинал-дияконом з титулом Санта-Марія-ін-Домніка.

## Твори
Кардинал Семераро є автором різних книг і статей, переважно з еклезіології.
- «Figure di prete» (Лечче 1996),
- «Mistero, comunione e missione — Manuale di ecclesiologia» (Болонья 2008),
- «Prima è la misericordia» (Альбано Лаціале 2015).